# 이스나이루 헤이스 시우바 모라이스
이스나이루 헤이스 시우바 모라이스(포르투갈어:  Isnairo Reis Silva Morais, 1993년 1월 6일 ~ )는 브라질의 축구 선수로 현재 광주 FC 소속이며 K리그 등록명은 헤이스이다.